# Paseo de la Florida (Oviedo)
El Paseo de la Florida (también conocido como el bulevar de La Florida) es una calle de la ciudad de Oviedo (Principado de Asturias, España). Se trata del vial más largo de la ciudad, con 1.620 metros de longitud, desbancando a Uría. Asimismo, sus anchas aceras (de más de cinco metros), sus dos carriles por sentido y su bulevar separador de sentidos la convierten en la calle más ancha.